# Gumer (Ort)
Gumer ist ein osttimoresischer Ort im Verwaltungsamt Bobonaro (Gemeinde Bobonaro). Mit der Westhälfte liegt er im Nordosten der Aldeia Taimea (Suco Malilait), mit der Osthälfte im Westen der Aldeia Gumer (Suco Lourba). Das Ortszentrum mit der Grundschule befindet sich im Ostteil. Das Dorf liegt auf einer Meereshöhe von 785 m. Durch die Siedlung führt die Überlandstraße von Maliana nach Carabau. Westlich liegt das Dorf Grotu.